# Fäbodjäntan
Fäbodjäntan är en svensk pornografisk film från 1978. Filmen hade urpremiär på biografen Röda Kvarn i Orsa i 22 september 1978 för att sedan ha Sverigepremiär på porrbiografen Fenix i Stockholm 25 september 1978. Filmen regisserades av den amerikanske regissören Joseph W. Sarno (under pseudonymen Lawrence Henning) och producerades av den svenske filmproducenten Sture Sjöstedt (1916–2008).
Filmen är inspelad i Skattungbyn utanför Orsa i Dalarna och uppmärksammades bland annat för blåsandet i hornet samt onaniscenen då skådespelerskan använder en falukorv som dildo. Mest känd bland filmmusiken är "Äppelbo gånglåt".

## Handling
Handlingen utspelar sig i lantlig dalamiljö. I en av byggnaderna i filmen förvaras ett gammalt horn. Enligt legenden förde vikingar med sig detta horn på sina färder. När man återvände till bygden skulle de blåsa i hornet, varvid de hemmavarande kvinnorna gick ner till stranden för att möta sina män och för att älska. Hornet testas och de medverkandes reaktion vittnar om att legenden är sann.

## Rollista
- Leena Hiltunen – Monika Skoglund
- Anita Berglund – Britt Kindberg
- Marie Bergman – Agneta Johansson, missionärsfrun
- Knud Jørgensen – Olle Hansson, rättare
- "Anne" – Maud Kindberg, Britts mor
- "Tomas" – Björn Johansson, missionär
- "Arne" – Karl Holmgren, Britts pojkvän

## Produktion
Efter att den amerikanska porrfilmsregissören Joseph W. Sarno och hans fru Peggy Steffans börjat semestra i Sverige i flera år kom paret i kontakt med Sture Sjöstedt som kom på idén att göra en porrfilm i genuin dalamiljö.
Filmen spelades in i Skattungbyn med omnejd på 10 dagar i maj 1978 under premissen att spela in en "kulturfilm".
Efter inspelningarna framkallades filmen i Orsa av biografägare Sven Karlsson och sonen Sven-Åke. Totalt spelades det in 9000 meter film varav runt 3000 hamnade i den färdiga filmen.

## Visningar och distribution
Filmen hade urpremiär på biografen Röda Kvarn i Orsa i 22 september 1978 för att sedan ha Sverigepremiär på porrbiografen Fenix i Stockholm 25 september 1978. Totalt sågs filmen av 6 746 biobesökare.
Filmen visades också på bio i Danmark och sålde där 30 987 biljetter.
Filmen distribuerades på VHS av Max's Film och såldes i över 15 000 exemplar. Filmen gavs 2013 ut på DVD av Studio S Entertainment och har visats flera gånger på TV på bland annat Filmnet,  FilmMax och TV 1000.